# Бушмановка
Бушмановка — микрорайон (внутригородской посёлок) города Калуги Калужской области России. До включения в состав города в 1991 году — деревня Турынинского сельсовета, административно подчиненного Октябрьскому районному Совету народных депутатов города Калуги.

## Топоним
В разные годы носил название Бушманово и Петровское.

## География
Рядом с Бушмановкой протекает река Киёвка, а Киёвские ключи, дававшие питьевую воду, были включены в систему водоснабжения города уже в 1914 году. Также в районе есть пруд, используемый местными жителями как место отдыха.
До революции располагался в 4-х верстах от Калуги. Невдалеке от Бушманово находился овраг.

## История
Построена в середине XIX века и представляла собой дворцово-парковый комплекс.
Включена в состав города Калуги Указом Президиума Верховного Совета РСФСР от 17 июня 1991 № 1396-I.

## Население
По состоянию на 1859 год Петровское было владельческим сельцом с 57 жителями (29 мужчин и 28 женщин). В 1897 году Бушманово (ранее — Петровское) являлось сельцом Карачевской волости Калужского уезда Калужской губернии с 93 жителями (49 мужчин и 44 женщины). К 1903 году число жителей достигло 139 (61 мужчина и 78 женщин), в 1914 году численность вновь снизилась до 119 человек (60 мужчин и 59 женщин).

## Инфраструктура
Калужская областная психиатрическая больница (с 1884 года), в настоящее время носящая имя её бывшего главврача Александра Ефимовича Лифшица.